# Гафаров Фідан Сафич
Фідан Сафич Гафаров (башк. Ғафаров Фидан Сафа улы; 12 жовтня 1947, село Новоуртаєво Дюртюлинського району Башкирської АРСР, СРСР — 27 квітня 2025) — актор, співак, народний артист РРФСР, народний артист Башкирської АРСР (1980), народний артист Республіки Татарстан. Кавалер Ордена Салавата Юлаєва (2017).

## Освіта
У 1965 році вступив на театральне відділення Уфимського училища мистецтв.

## Звання і нагороди
- 1972: заслужений артист Башкирської АРСР;
- 1980: народний артист Башкирської АРСР;
- У 1981 році Нурія Ірсаєва, Тансулпан Бабичева, Загір Валітов, Олег Ханов, Фідан Гафаров удостоїлися Республіканської премії імені Салават Юлаєв «за виконання ролей у виставі „І доля не доля“».
- 1984: народний артист РРФСР;
- 1994: народний артист Республіки Татарстан.
- 2017: орден Салавата Юлаєва.

## Родина
Дружина Фаріда, двоє синів, у тому числі молодший син Азамат Гафаров актор і співак Башкирського академічного театру драми імені М. Гафурі.

## Ролі
- Ільгам в драмі А. Атнабаєва «Пісня про кохання» — дебют на сцені Башкирського академічного театру драми імені М. Гафурі.
- Алтиндуга у фільмі Василя Журавльова «Вершник на золотому коні»